# Drip Drop
Drip Drop är en musiksingel från 2010 som framförs av den azeriska sångerskan Safura Alizadeh och som är bidraget för hennes land i Eurovision Song Contest 2010. Sången är skriven av bland andra svensken Anders Bagge och Stefan Örn från det svenska bandet Apollo Drive.